# انعام کجه جی
انعام کجه جی در محلهٔ «الکراده» در بغداد سال ۱۹۵۲ میلادی به دنیا آمد. او روزنامه‌نگار و رمان‌نویس عراقی است. انعام نامزد جایزه بوکر جهان عرب و موفق به کسب جایزه "لاگادر" فرانسه شده‌است.

## زندگی
انعام در بغداد پایتخت عراق متولد شد و رشتهٔ روزنامه‌نگاری را در دانشگاه گذراند.
قبل از مهاجرت به پاریس و تحصیل در دانشگاه سوربون فرانسه، در روزنامه‌ها و رادیو بغداد مشغول بود و در سال ۱۹۸۶ فوق‌لیسانس و دکترای روزنامه‌نگاری را از دانشگاه سوربن دریافت کرد.
کجه‌جی در مدرسهٔ راهبه‌های «التقدمه» درس خواند.
او اکنون برای روزنامه الشرق الاوسط چاپ لندن در پاریس و مجله "کل الأسرة" چاپ شارجه مشغول به فعالیت است. 

## رمان‌های کجه جی
رمان‌های کجه جی به زبان‌های مختلفی ازجمله، انگلیسی، فرانسوی، ایتالیایی و چینی ترجمه شده‌اند. محمد حزبایی و کریم پورزبید دو رمان از این نویسنده را به فارسی برگردانده اند.   انعام با کتاب «طشاری» نامزد جایزه بزرگ بوکر جهان عرب شد. 
- رمان لورنا، سال‌هایی که با جواد سلیم بود؛ سال ۱۹۹۸ که یک زندگی‌نامهٔ داستانی است.
- رنج‌های عراقی به قلم زنان؛ در سال ۲۰۰۳، که شامل پژوهش‌ها و متن‌های گزیده‌است و به زبان‌های فرانسوی، ایتالیایی و یونانی ترجمه شده‌است.
- رمان "سواقی القلوب" که در سال ۲۰۰۵ منتشر و به ایتالیایی ترجمه شد. این رمان در ایران در سال ۱۳۹۶ توسط «محمد حزبایی‌زاده» با عنوان "آب باریکه‌ها" به فارسی ترجمه و توسط انتشارات «هیرمند» منتشر شده‌است.
- «نوهٔ آمریکایی» رمان دیگری است که در سال ۲۰۰۸ منتشر شد و به فهرست کوتاه جایزهٔ ادبی بوکر عربی رسید و به زبان‌های فرانسوی، انگلیسی، چینی و ایتالیایی ترجمه شد.
- "طشاری" نیز با عنوان "تکه پاره‌های من" توسط کریم پورزبید به فارسی برگردانده شد.
- نابینایی در میلانو توسط محمدحزبایی‌زاده ترجمه و از انتشارات عبارت چاپ و منتشر شد.[۶]

## نقد جامعه شناختی
آثار انعام در زبان‌های مختلف از ابعاد متفاوتی مورد نقد و بررسی قرار گرفته‌است. یکی از دانشجویان علوم اجتماعی دربارهٔ آثار انعام نوشته‌است: إنعام کجه جی که عراقی و مقیم پاریس است، با مشاهدهٔ عینی جامعهٔ عراق و تجربیات زندگیش در غرب، مسائل جامعه شناختی را در بخش‌هایی از رمان خود منعکس کرده‌است. رمان‌های وی به نام طشّاری، سواقی القلوب و الحفیده الأمریکیه، ساختار اجتماعی عراق، تبعیض‌ها، معضلات فرهنگی، اقتصاد بیمار و اموال تاراج شدهٔ عراق، کشمکش‌ها، تنش‌های عراق و سیاست‌های منفعت طلبانهٔ امریکا در قبال عراق را به تصویر کشیده‌است. این در حالی است که برخی از عراقی-ها بر رفاه، امنیت و موقعیت جهانی غرب و به ویژه امریکا رشک برده و مهاجرت و پناهندگی را برای ادامهٔ زندگی خود، ارجح می‌دانند. 